# Trophée des champions 2003
Navigation
Cannes 2002 Cannes 2004
L'édition 2003 du Trophée des champions est la 27e édition du Trophée des champions. Le match oppose l'Olympique lyonnais, champion de France 2002-2003 à l'Association de la jeunesse auxerroise, vainqueur de la Coupe de France 2002-2003. 

## Résumé
Le match arbitré par Laurent Duhamel se déroule le 26 juillet 2003 au stade de Gerland à Lyon. Michael Essien ouvre le score pour l'Olympique lyonnais dès la cinquième minute sur un centre de Malouda et une remise de Juninho. Mahamadou Diarra aggrave le score quatre minutes plus tard sur un corner de Juninho. L'AJ Auxerre marque tardivement, à la quatre-vingt-troisième minute, sur une réalisation d'Olivier Kapo après un centre en retrait de Djibril Cissé. Les Lyonnais s'imposent sur le score de 2-1, remportant leur deuxième Trophée des champions.

## Règlement
Les règles du match sont les suivantes : la durée de la rencontre est de 90 minutes. S'il y a toujours match nul, une séance de tirs au but est réalisée. Trois remplacements sont autorisés pour chaque équipe.

## Feuille de match
| Titulaires : |  |
| |  |
| 1 Grégory Coupet · 2 Éric Deflandre · 3 Edmílson · 12 Anthony Réveillère · 20 Patrick Müller · 4 Michael Essien 37e · 6 Philippe Violeau 65e · 7 Mahamadou Diarra · 8 Juninho Pernambucano · 11 Florent Malouda 65e · 34 Julien Viale 25e · |  |
| Remplaçants : |  |
| 25 Rémy Vercoutre · 22 Romain Sartre · 10 Éric Carrière 65e · 24 Vikash Dhorasoo 65e · 31 Bryan Bergougnoux 25e · |  |
| Entraîneur : |  |
| Paul Le Guen |  |

| Titulaires : |  |
| |  |
| 1 Fabien Cool · 2 Johan Radet 78e · 5 Philippe Mexès · 4 Jean-Alain Boumsong · 3 Jean-Sébastien Jaurès · 18 Lionel Mathis · 10 Teemu Tainio · 15 Bonaventure Kalou 46e · 8 Yann Lachuer · 11 Kanga Akalé 70e · 9 Djibril Cissé · |  |
| Remplaçants : |  |
| 30 Baptiste Chabert · 13 Stéphane Grichting · 14 Jean-Joël Perrier-Doumbé 78e · 20 Arnaud Gonzalez 70e · 23 Olivier Kapo 46e ·                                                                                                   |  |
| Entraîneur : |  |
| Guy Roux |  |

| Titulaires : |  |
| |  |
| 1 Grégory Coupet · 2 Éric Deflandre · 3 Edmílson · 12 Anthony Réveillère · 20 Patrick Müller · 4 Michael Essien 37e · 6 Philippe Violeau 65e · 7 Mahamadou Diarra · 8 Juninho Pernambucano · 11 Florent Malouda 65e · 34 Julien Viale 25e · |  |
| Remplaçants : |  |
| 25 Rémy Vercoutre · 22 Romain Sartre · 10 Éric Carrière 65e · 24 Vikash Dhorasoo 65e · 31 Bryan Bergougnoux 25e · |  |
| Entraîneur : |  |
| Paul Le Guen |  |

| Titulaires : |  |
| |  |
| 1 Fabien Cool · 2 Johan Radet 78e · 5 Philippe Mexès · 4 Jean-Alain Boumsong · 3 Jean-Sébastien Jaurès · 18 Lionel Mathis · 10 Teemu Tainio · 15 Bonaventure Kalou 46e · 8 Yann Lachuer · 11 Kanga Akalé 70e · 9 Djibril Cissé · |  |
| Remplaçants : |  |
| 30 Baptiste Chabert · 13 Stéphane Grichting · 14 Jean-Joël Perrier-Doumbé 78e · 20 Arnaud Gonzalez 70e · 23 Olivier Kapo 46e ·                                                                                                   |  |
| Entraîneur : |  |
| Guy Roux |  |